# Będomińska Góra
Będomińska Góra – wzniesienie o wysokości 85,6 m n.p.m. na Wysoczyźnie Damnickiej, położone w woj. pomorskim, w powiecie słupskim, na obszarze gminy Smołdzino.
Północny wierzchołek wzniesienia ma wysokość 86,3 m n.p.m.
Ok. 2,5 km na zachód leży wieś Żelazo.
Nazwę Będomińska Góra wprowadzono urzędowo w 1953 roku, zastępując poprzednią niemiecką nazwę Bandemer Höhe.